# Fastighetsvärlden
Fastighetsvärlden är en oberoende svensk tidskrift för fastighetsbranschen. Magasinet utkommer tio gånger per år och innehåller ortsanalyser, intervjuer med ledande fastighetsprofiler, nyheter och statistik. Förutom tidskriften ger man även ut ett dagligt nyhetsbrev och håller seminarier runt om i Sverige.

## Historia
Tidningen grundades 1986 av fyra studenter, Willy Wredenmark, Björn Rundquist, Stefan Engberg och Bertil Nilsson , som under sitt sista år som blivande fastighetsekonomer på KTH uppmärksammade att det inte fanns någon tidning som behandlade ämnet fastighetsekonomi. För att lyckas med sina planer var studenterna tvungna att hitta en finansiär, och det gjorde de i bolaget Initium och ägaren Frank Persson.
Gruppen sammanställde en enkät som distribueras till fastighetsbranschens aktörer. Där fick de ange vad de ville läsa om i en affärstidning om fastighetsmarknaden. Ett redaktionsråd som skulle granska alla artiklar sätts samman. 
Rådet bestod inledningsvis av Jan Brzeski - KTH, Per Åke Eriksson - Bostadsdepartementet, Hans Goglund - Sven Hagströmer Fondkommission, Bertil Hall - Svea hovrätt, och Dag Klerfelt - Skandia. Utifrån svaren på enkäten färdigställdes ett provnummer som distribuerades i november 1986 med ett erbjudande om prenumeration. 
Efter enkäten tog Initium in ytterligare expertis genom att släppa in Börsveckans Björn Davegårdh och Anders Käll som 25-procentiga delägare. Initium äger och 25% av Tidnings AB Fastighetsvärlden medan resten delas i fyra lika stora poster av de fyra i redaktionen.
Redan hösten 1987 splittrades ägarkonstellationen. Med fyra anställda var företaget inte omedelbart lönsamt och Initium hade tröttnat på verksamheten. Willy Wredenmark och Björn Rundquist köpte i september 1987 ut övriga parter. Från 1995 var Willy Wredenmark helägare.

## Verksamhet

### MagasinetFastighetsvärlden
Magasinet Fastighetsvärlden utkommer tio gånger per år. Upplagan är 5 000 exemplar och bland prenumeranterna finns Sveriges stora och medelstora fastighetsägare samt rådgivare till dessa. Innehåll delas upp flera fasta vinjetter och det finns ett tydligt fokus på ekonomi och analys. Magasinet har genom åren haft ett flertal större intervjuer. Bland annat har Ingvar Kamprad, Stefan Persson och Antonia Ax:son Johnson ställt upp på intervjuer om fastighetsinvesteringar. Även branschpersoner som till exempel Erik Paulsson, Sven-Olof Johansson, Christel Armstrong Darvik, Jens Engwall, Erik Selin och Rutger Arnhult har medverkat.

### Nyhetsbrevet Fastighetsvärlden Idag
Varje vardag ger Fastighetsvärlden ut nyhetsbrevet Fastighetsvärlden Idag. Det innehåller korta notiser om aktuella affärerna, uthyrningar, rekryteringarna och andra nyheter från fastighetsmarknaden. Nyhetsbrevet var det första i sitt slag när det lanserades.

### Seminarier
Fastighetsvärlden arrangerar varje år 18-20 seminarier i Stockholm, Göteborg, Malmö, Uppsala, Västerås/Örebro och Linköping/Norrköping. Mest välkänt av dessa seminarier är Fastighetsdagen som årligen arrangeras i maj och Köpcentrum & Butiker som arrangeras årligen varje höst. 

## Utmärkelser
Tidiningen utdelar sedan 2006 utmärkelsen Branschens mäktigaste efter omröstning bland prenumeranterna. Det första året röstades Erik Paulsson fram till topplaceringen. och senare har bland annat Erik Selin och Fredrik Wirdenius fått utmärkelser.